# Quazepam
El Quazepam es un fármaco de que pertenece a la familia de las benzodiazepinas que posee propiedades hipnóticas y anticonvulsivantes.

## Metabolitos
Posee varios metabolitos, 2-oxoquazepam, N-desalquil-2-oxoquazepam, 3-hidroxi-2-oxoquazepam, y 3-hidroxi-N-desalquil-2-oxoquazepam. Otros metabolitos son el hidroxiquazepam, hidroxi-metoxiquazepam, e hidroxi-metoxi-oxoquazepam, que tienen los grupos hidroxi y metoxi en el grupo fluorofenilo, y dihidroxi-oxoquazepam y dihidroxi-metoxi-oxoquazepam, que tienen un grupo hidroxi en la posición 3 del anillo de siete miembros y el otro grupo hidroxi y el grupo metoxi en el grupo fluorofenilo.

## Uso indicado
Clínicamente, el quazepam es particularmente efectivo en el tratamiento a corto plazo del insomnio al inducir y mantener el sueño. A diferencia de otras benzodiazepinas, el quazepam se dirige selectivamente a receptores GABAA tipo 1, pero uno de sus principales metabolitos, de acción prolongada, no comparte esta selectividad.

## Efectos adversos
Debido a su acción de larga duración, el deterioro de la función motora es un efecto secundario significativo, sobre todo en los ancianos, además de que su biodisponibilidad se eleva al tomarse con un alimento ligero antes de dormir. El uso de Quazepam está sujeto a tolerancia, abuso, dependencia y abstinencia, aunque posiblemente con una gravedad reducida en comparación con otras benzodiazepinas.

## Uso en embarazo y lactancia
Embarazo
No se han localizado reportes del uso en hembras humanas del quazepam durante el embarazo, pero los efectos de este agente en el feto después del uso prolongado deben ser similares a los observados con otras benzodiazepinas. El uso cerca del parto puede causar depresión motora neonatal. El fabricante del fármaco aconseja no emplear el medicamento durante el embarazo.
Lactancia
El quazepam se excreta en la leche materna. Se desconocen los efectos del fármaco sobre la función del sistema nervioso central del lactante. La Academia Estadounidense de Pediatría clasifica al quazepam, especialmente cuando lo toman las madres lactantes durante períodos prolongados, como una droga cuyo efecto en los lactantes es desconocido, pero que puede ser motivo de preocupación.